# Jezvina
Jezvina je osada, část městyse Vysoký Chlumec v okrese Příbram ve Středočeském kraji. Nachází se asi 2,5 kilometru severozápadně od Vysokého Chlumce. Jezvina leží v katastrálním území Hrabří o výměře 7,46 km².

## Historie
První písemná zmínka o vesnici pochází z roku 1352.

## Obyvatelstvo
| Rok            | 1869 | 1880 | 1890 | 1900 | 1910 | 1921 | 1930 | 1950 | 1961 | 1970 | 1980 | 1991 | 2001 | 2011 | 2021 |
| -------------- | ---- | ---- | ---- | ---- | ---- | ---- | ---- | ---- | ---- | ---- | ---- | ---- | ---- | ---- | ---- |
| Počet obyvatel | 24   | 30   | 18   | 18   | 21   | 17   | 15   | 15   | 6    | 6    | 7    | 6    | 8    | 4    | 3    |
| Počet domů     | 3    | 3    | 3    | 3    | 3    | 3    | 3    | 4    | 4    | 1    | 1    | 1    | 3    | 3    | 3    |

## Obecní správa
Při sčítání lidu v letech 1850–1909 Jezvina byla osadou obce Svatý Jan v okrese Sedlčany. V letech 1910–1979 byla osadou obce Hrabří, se kterým patřila nejprve do okresu Sedlčany, ale od roku 1960 v okrese Příbram. Od 1. ledna 1980 je částí městyse Vysoký Chlumec v okrese Příbram.

## Další fotografie

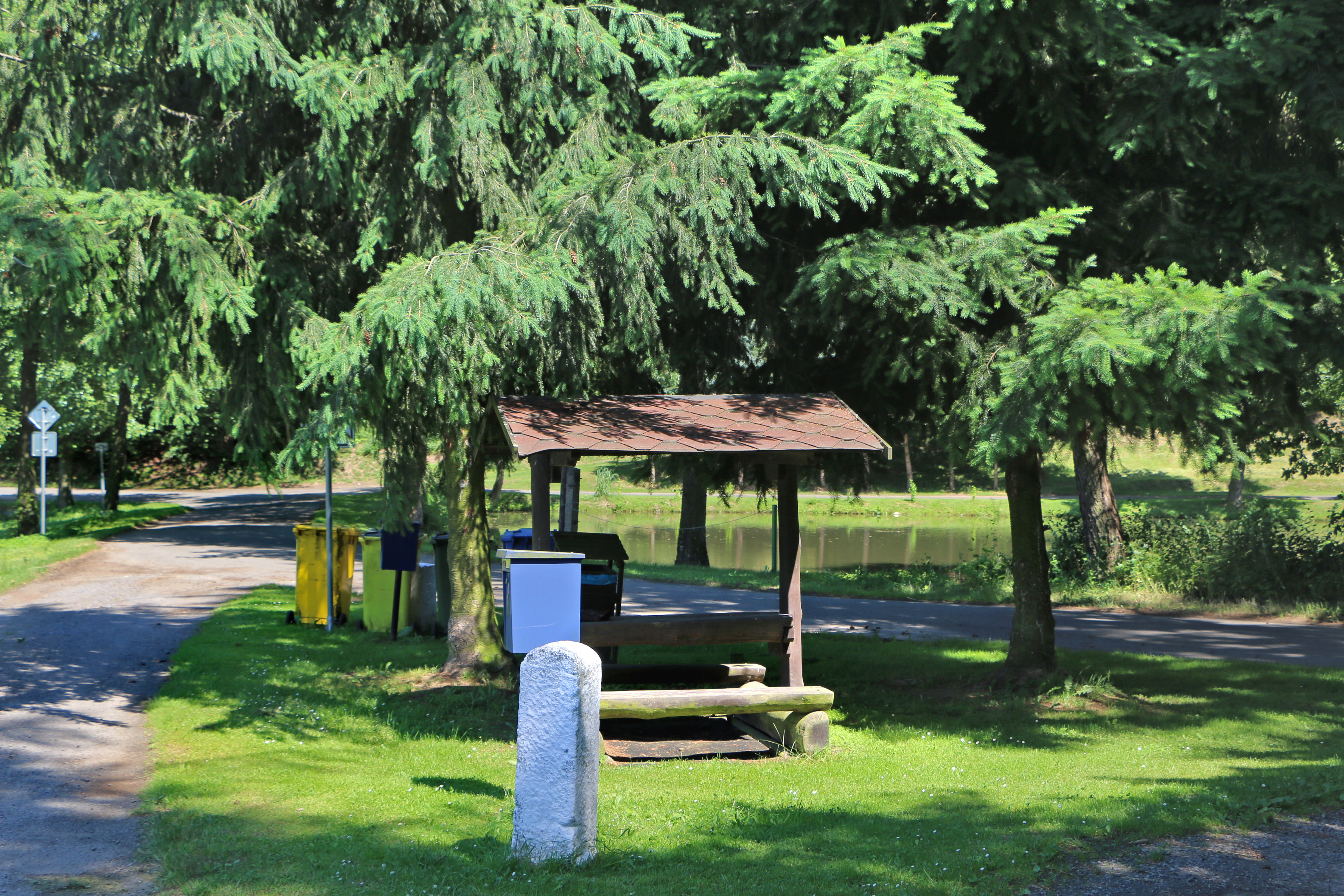
Odpočívka na rozcestí
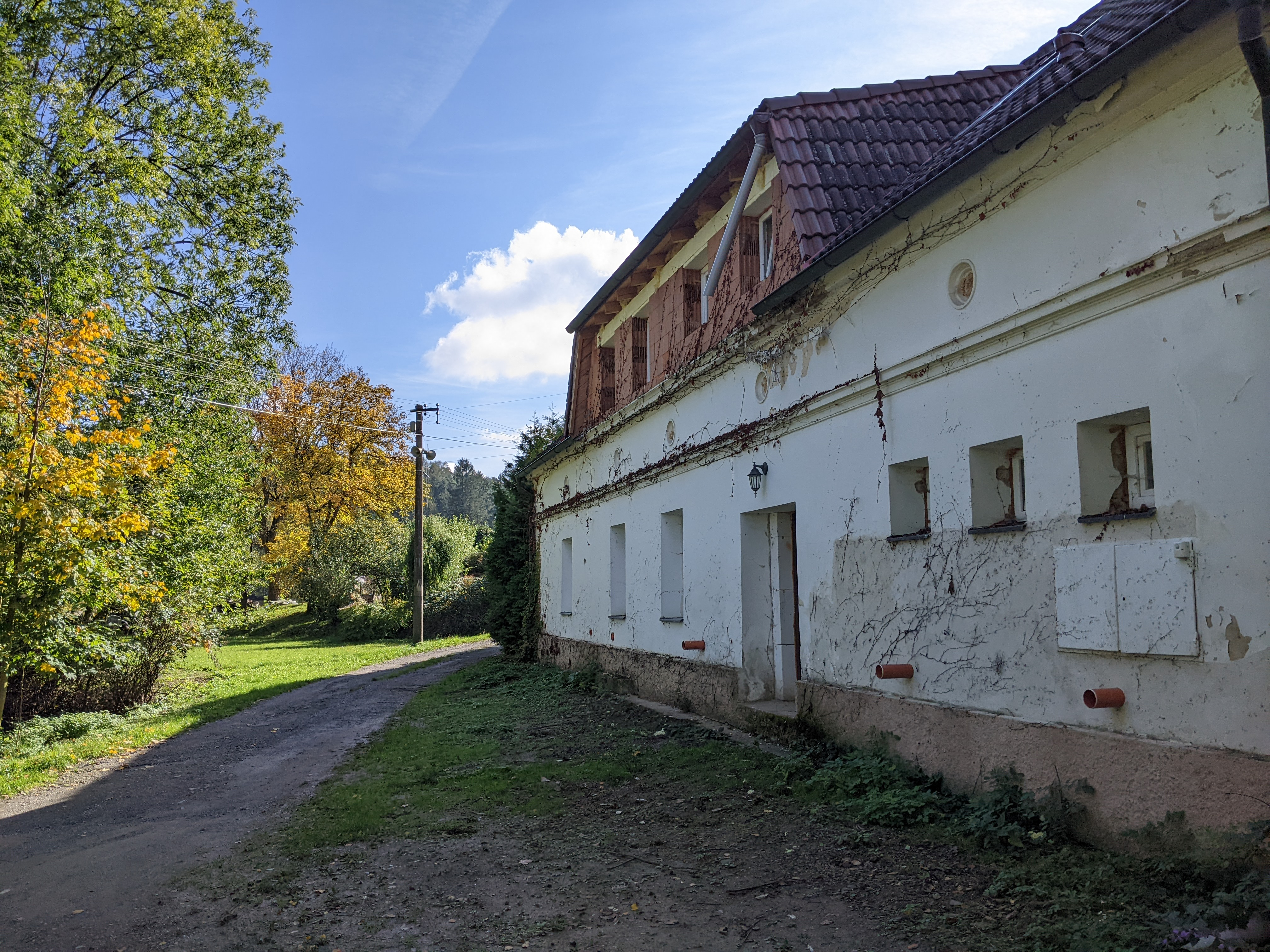
Dům čp. 1
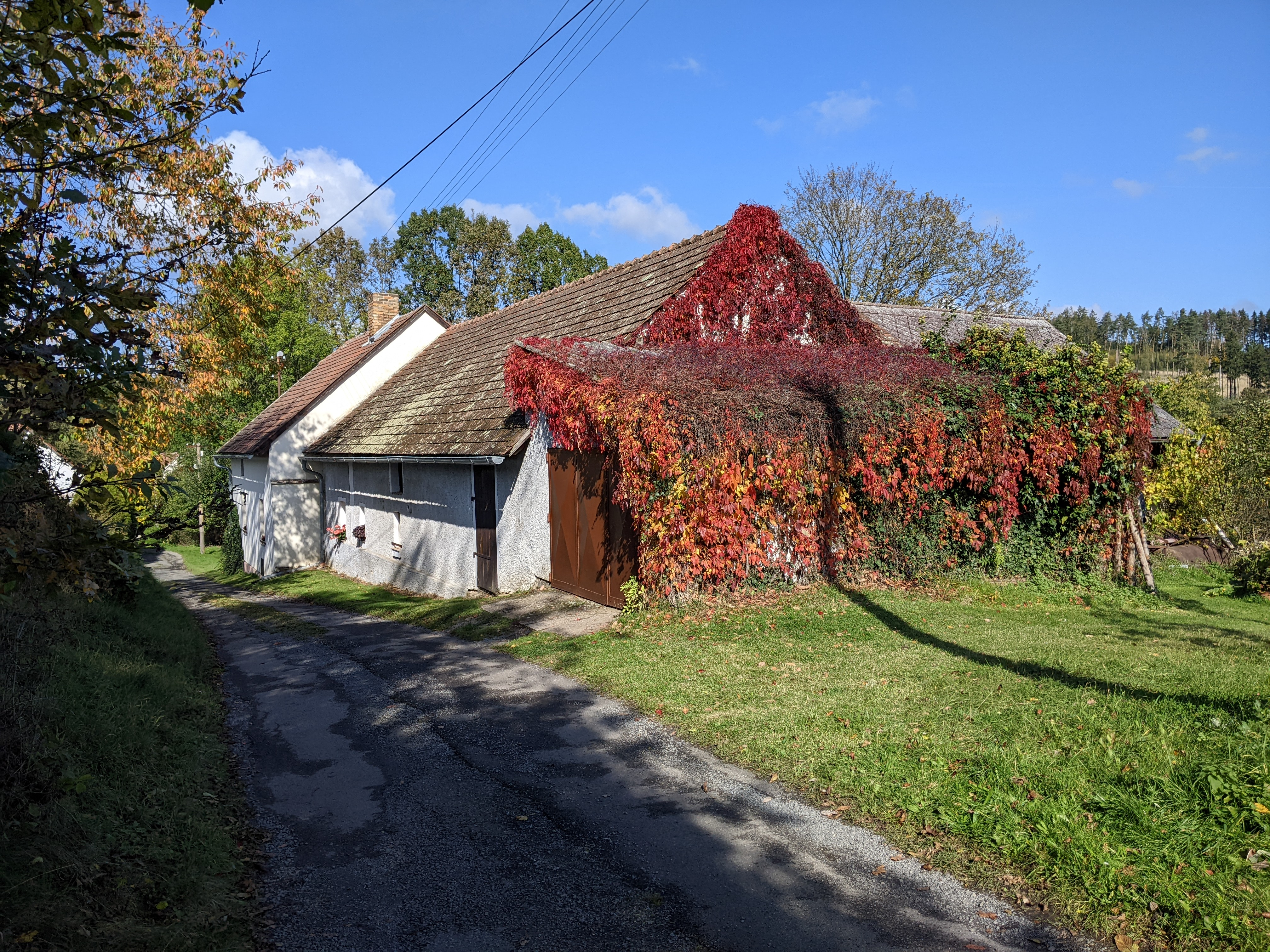
Dům čp. 3